# تام باراسو
تام باراسو (انگلیسی: Tom Barrasso؛ زادهٔ ۳۱ مارس ۱۹۶۵) بازیکن هاکی روی یخ اهل ایالات متحده آمریکا است.
وی همچنین برندهٔ جوایزی همچون جام استنلی شده‌است.
از باشگاه‌هایی که در آن بازی کرده‌است می‌توان به کارولینا هوریکانز اشاره کرد.